# 신시로 (음반)
《신시로》(シンシロ)는 일본의 밴드 사카낙션의 세 번째 정규 음반이다. 2009년 1월 21일에 발매되었으며, 음반에는 싱글 〈센토레이〉에 수록된 곡인 〈센토레이〉와 〈Ame〉의 다른 버전인 〈Ame (B)〉, 그 외 신곡 10곡이 수록되어 있다.

## 수록곡
1. Ame (B)
2. Lightdance (ライトダンス)
3. 1000과 0 (セントレイ 센토레이[*])
4. Native Dancer (ネイティブダンサー)
5. minnanouta
6. 혼잡 (雑踏 잣토[*])
7. 노란 자동차 (黄色い車 기이로이 구루마[*])
8. enough
9. 눈물 Delight (涙ディライト 나미다 디라이토[*])
10. Adventure (アドベンチャー)
11. human